# Jamiro Monteiro
Jamiro Gregory Monteiro Alvarenga (Rotterdam, 23 novembre 1993) è un calciatore olandese naturalizzato capoverdiano, centrocampista del PEC Zwolle e della nazionale capoverdiana.

## Carriera

### Club
Il 14 febbraio 2022 viene acquistato dal S.J. Earthquakes.

### Nazionale
Nel 2016 ha esordito in nazionale. Nel 2021 e nel 2023 ha partecipato alla Coppa d'Africa.

## Statistiche

### Presenze e reti nei club
Statistiche aggiornate al 28 agosto 2018.
| Stagione                    | Squadra                     | Campionato                  | Campionato | Campionato | Coppe nazionali | Coppe nazionali | Coppe nazionali | Coppe continentali | Coppe continentali | Coppe continentali | Altre coppe | Altre coppe | Altre coppe | Totale | Totale | Totale |
| Stagione                    | Squadra                     | Comp                        | Pres       | Reti       | Comp            | Pres            | Reti            | Comp               | Pres               | Reti               | Comp        | Pres        | Reti        | Pres   | Reti   |        |
| --------------------------- | --------------------------- | --------------------------- | ---------- | ---------- | --------------- | --------------- | --------------- | ------------------ | ------------------ | ------------------ | ----------- | ----------- | ----------- | ------ | ------ | ------ |
| ott. 2015-2016              | Cambuur                     | E                           | 20         | 2          | CO              | 0               | 0               | -                  | -                  | -                  | -           | -           | -           | 20     | 2      |        |
| 2016-2017                   | Cambuur                     | ED                          | 36+2       | 4          | CO              | 5               | 2               | -                  | -                  | -                  | -           | -           | -           | 43     | 6      |        |
| Totale Cambuur              | Totale Cambuur              | Totale Cambuur              | 56+2       | 6          |                 | 5               | 2               |                    | -                  | -                  |             | -           | -           | 63     | 8      |        |
| 2017-2018                   | Heracles Almelo             | E                           | 34         | 4          | CO              | 3               | 1               | -                  | -                  | -                  | -           | -           | -           | 37     | 5      |        |
| 2018-2019                   | Metz                        | L2                          | 3          | 0          | CF+CdL          | 0+3             | 0               | -                  | -                  | -                  | -           | -           | -           | 6      | 0      |        |
| 2019                        | Philadelphia Union          | MLS                         | 28         | 4          | USOC            | 1               | 0               |                    | -                  | -                  |             | -           | -           | 29     | 4      |        |
| 2020                        | Philadelphia Union          | MLS                         | 20+6       | 5+1        |                 | -               | -               |                    | -                  | -                  |             | -           | -           | 26     | 4      |        |
| 2021                        | Philadelphia Union          | MLS                         | 29         | 2          |                 | -               | -               | CCL                | 5                  | 2                  |             | -           | -           | 34     | 4      |        |
| Totale Philadelphia Union   | Totale Philadelphia Union   | Totale Philadelphia Union   | 83         | 10         |                 | 1               | 0               |                    | 5                  | 2                  |             | -           | -           | 89     | 12     |        |
| 2022                        | S.J. Earthquakes            | MLS                         | 31         | 4          | USOC            | 2               | 0               |                    | -                  | -                  |             | -           | -           | 33     | 4      |        |
| 2023                        | S.J. Earthquakes            | MLS                         | 28+1       | 1          | USOC            | 1               | 0               |                    | -                  | -                  |             | -           | -           | 30     | 1      |        |
| Totale San Jose Earthquakes | Totale San Jose Earthquakes | Totale San Jose Earthquakes | 59+1       | 5          |                 | 3               | 0               |                    | -                  | -                  |             | -           | -           | 63     | 5      |        |
| Totale carriera             | Totale carriera             | Totale carriera             | 238        | 25         |                 | 15              | 3               |                    | 5                  | 2                  |             | -           | -           | 258    | 30     |        |

### Cronologia presenze e reti in nazionale
| Cronologia completa delle presenze e delle reti in nazionale ― Capo Verde | Cronologia completa delle presenze e delle reti in nazionale ― Capo Verde | Cronologia completa delle presenze e delle reti in nazionale ― Capo Verde | Cronologia completa delle presenze e delle reti in nazionale ― Capo Verde | Cronologia completa delle presenze e delle reti in nazionale ― Capo Verde | Cronologia completa delle presenze e delle reti in nazionale ― Capo Verde | Cronologia completa delle presenze e delle reti in nazionale ― Capo Verde | Cronologia completa delle presenze e delle reti in nazionale ― Capo Verde |
| Data                                                                      | Città                                                                     | In casa                                                                   | Risultato                                                                 | Ospiti                                                                    | Competizione                                                              | Reti                                                                      | Note                                                                      |
| ------------------------------------------------------------------------- | ------------------------------------------------------------------------- | ------------------------------------------------------------------------- | ------------------------------------------------------------------------- | ------------------------------------------------------------------------- | ------------------------------------------------------------------------- | ------------------------------------------------------------------------- | ------------------------------------------------------------------------- |
| 29-3-2016                                                                 | Marrakech                                                                 | Marocco                                                                   | 2 – 0                                                                     | Capo Verde                                                                | Qual. Coppa d'Africa 2017                                                 | -                                                                         | 76’                                                                       |
| 4-6-2016                                                                  | Sao Tomé                                                                  | São Tomé e Príncipe                                                       | 1 – 2                                                                     | Capo Verde                                                                | Qual. Coppa d'Africa 2017                                                 | -                                                                         |                                                                           |
| 3-9-2016                                                                  | Praia                                                                     | Capo Verde                                                                | 0 – 1                                                                     | Libia                                                                     | Qual. Coppa d'Africa 2017                                                 | -                                                                         |                                                                           |
| 28-3-2017                                                                 | Lussemburgo                                                               | Lussemburgo                                                               | 0 – 2                                                                     | Capo Verde                                                                | Amichevole                                                                | -                                                                         | 65’                                                                       |
| 11-6-2017                                                                 | Praia                                                                     | Capo Verde                                                                | 0 – 1                                                                     | Uganda                                                                    | Qual. Coppa d'Africa 2019                                                 | -                                                                         | 75’                                                                       |
| 13-11-2019                                                                | Yaoundé                                                                   | Camerun                                                                   | 0 – 0                                                                     | Capo Verde                                                                | Qual. Coppa d'Africa 2019                                                 | -                                                                         | 57’                                                                       |
| 18-11-2019                                                                | Praia                                                                     | Capo Verde                                                                | 2 – 2                                                                     | Mozambico                                                                 | Qual. Coppa d'Africa 2019                                                 | 1                                                                         | 70’                                                                       |
| 12-11-2020                                                                | Praia                                                                     | Capo Verde                                                                | 0 – 0                                                                     | Ruanda                                                                    | Qual. Coppa d'Africa 2021                                                 | -                                                                         |                                                                           |
| 17-11-2020                                                                | Kigali                                                                    | Ruanda                                                                    | 0 – 0                                                                     | Capo Verde                                                                | Qual. Coppa d'Africa 2021                                                 | -                                                                         |                                                                           |
| 30-3-2021                                                                 | Maputo                                                                    | Mozambico                                                                 | 0 – 1                                                                     | Capo Verde                                                                | Qual. Coppa d'Africa 2021                                                 | -                                                                         | 58’                                                                       |
| 1-9-2021                                                                  | Douala                                                                    | Rep. Centrafricana                                                        | 1 – 1                                                                     | Capo Verde                                                                | Qual. Mondiali 2022                                                       | -                                                                         | 75’                                                                       |
| 7-9-2021                                                                  | Praia                                                                     | Rep. Centrafricana                                                        | 1 – 1                                                                     | Capo Verde                                                                | Qual. Mondiali 2022                                                       | -                                                                         | 77’                                                                       |
| 7-10-2021                                                                 | Accra                                                                     | Liberia                                                                   | 1 – 2                                                                     | Capo Verde                                                                | Qual. Mondiali 2022                                                       | 1                                                                         | 45’                                                                       |
| 10-10-2021                                                                | Mindelo                                                                   | Capo Verde                                                                | 1 – 0                                                                     | Liberia                                                                   | Qual. Mondiali 2022                                                       | -                                                                         | 69’ 90’                                                                   |
| 13-11-2021                                                                | Praia                                                                     | Capo Verde                                                                | 2 – 1                                                                     | Rep. Centrafricana                                                        | Qual. Mondiali 2022                                                       | -                                                                         | 84’                                                                       |
| 16-11-2021                                                                | Lagos                                                                     | Nigeria                                                                   | 1 – 1                                                                     | Capo Verde                                                                | Qual. Mondiali 2022                                                       | -                                                                         | 60’                                                                       |
| 9-1-2022                                                                  | Yaoundé                                                                   | Etiopia                                                                   | 0 – 1                                                                     | Capo Verde                                                                | Coppa d'Africa 2021 - 1º turno                                            | -                                                                         | 76’                                                                       |
| 13-1-2022                                                                 | Yaoundé                                                                   | Capo Verde                                                                | 0 – 1                                                                     | Burkina Faso                                                              | Coppa d'Africa 2021 - 1º turno                                            | -                                                                         |                                                                           |
| 17-1-2022                                                                 | Yaoundé                                                                   | Capo Verde                                                                | 1 – 1                                                                     | Camerun                                                                   | Coppa d'Africa 2021 - 1º turno                                            | -                                                                         | 78’                                                                       |
| 25-1-2022                                                                 | Dakar                                                                     | Senegal                                                                   | 2 – 0                                                                     | Capo Verde                                                                | Coppa d'Africa 2021 - Ottavi di finale                                    | -                                                                         |                                                                           |
| 25-3-2022                                                                 | Murcia                                                                    | Liechtenstein                                                             | 0 – 6                                                                     | Capo Verde                                                                | Amichevole                                                                | -                                                                         | Cap.                                                                      |
| 28-3-2022                                                                 | Murcia                                                                    | San Marino                                                                | 0 – 2                                                                     | Capo Verde                                                                | Amichevole                                                                | -                                                                         | 74’                                                                       |
| 3-6-2022                                                                  | Marrakech                                                                 | Burkina Faso                                                              | 2 – 0                                                                     | Capo Verde                                                                | Qual. Coppa d'Africa 2023                                                 | -                                                                         | 76’                                                                       |
| 7-6-2022                                                                  | Marrakech                                                                 | Capo Verde                                                                | 2 – 0                                                                     | Togo                                                                      | Qual. Coppa d'Africa 2023                                                 | 1                                                                         |                                                                           |
| 23-9-2022                                                                 | Manama                                                                    | Bahamas                                                                   | 1 – 2                                                                     | Capo Verde                                                                | Amichevole                                                                | -                                                                         |                                                                           |
| 24-3-2023                                                                 | Praia                                                                     | Capo Verde                                                                | 0 – 0                                                                     | eSwatini                                                                  | Qual. Coppa d'Africa 2023                                                 | -                                                                         |                                                                           |
| 28-3-2023                                                                 | Nelspruit                                                                 | eSwatini                                                                  | 0 – 1                                                                     | Capo Verde                                                                | Qual. Coppa d'Africa 2023                                                 | -                                                                         | 46’                                                                       |
| 19-6-2023                                                                 | Praia                                                                     | Capo Verde                                                                | 3 – 1                                                                     | Burkina Faso                                                              | Qual. Coppa d'Africa 2023                                                 | -                                                                         | 80’                                                                       |
| 12-10-2023                                                                | Costantina                                                                | Algeria                                                                   | 5 – 1                                                                     | Capo Verde                                                                | Amichevole                                                                | -                                                                         | 66’                                                                       |
| 16-11-2023                                                                | Praia                                                                     | Capo Verde                                                                | 0 – 0                                                                     | Angola                                                                    | Qual. Mondiali 2026                                                       | -                                                                         | 46’                                                                       |
| 21-11-2023                                                                | Mbombela                                                                  | eSwatini                                                                  | 0 – 2                                                                     | Capo Verde                                                                | Qual. Mondiali 2026                                                       | 1                                                                         | 77’                                                                       |
| 10-1-2024                                                                 | Radès                                                                     | Tunisia                                                                   | 2 – 0                                                                     | Capo Verde                                                                | Amichevole                                                                | -                                                                         |                                                                           |
| 14-1-2024                                                                 | Abidjan                                                                   | Ghana                                                                     | 1 – 2                                                                     | Capo Verde                                                                | Coppa d'Africa 2023 - 1º turno                                            | 1                                                                         | 84’                                                                       |
| 19-1-2024                                                                 | Abidjan                                                                   | Capo Verde                                                                | 3 – 0                                                                     | Mozambico                                                                 | Coppa d'Africa 2023 - 1º turno                                            | -                                                                         | 80’                                                                       |
| 22-1-2024                                                                 | Abidjan                                                                   | Capo Verde                                                                | 2 – 2                                                                     | Egitto                                                                    | Coppa d'Africa 2023 - 1º turno                                            | -                                                                         | 64’                                                                       |
| 29-1-2024                                                                 | Abidjan                                                                   | Capo Verde                                                                | 1 – 0                                                                     | Mauritania                                                                | Coppa d'Africa 2023 - Ottavi di finale                                    | -                                                                         |                                                                           |
| 3-2-2024                                                                  | Yamoussoukro                                                              | Capo Verde                                                                | 0 – 0 dts (1 – 2 dtr)                                                     | Sudafrica                                                                 | Coppa d'Africa 2023 - Quarti di finale                                    | -                                                                         | 86’                                                                       |
| 8-6-2024                                                                  | Yaoundé                                                                   | Camerun                                                                   | 4 – 1                                                                     | Capo Verde                                                                | Qual. Mondiali 2026                                                       | 1                                                                         | 70’                                                                       |
| 11-6-2024                                                                 | Praia                                                                     | Capo Verde                                                                | 1 – 0                                                                     | Libia                                                                     | Qual. Mondiali 2026                                                       | -                                                                         | 76’                                                                       |
| 10-10-2024                                                                | Praia                                                                     | Capo Verde                                                                | 0 – 1                                                                     | Botswana                                                                  | Qual. Coppa d'Africa 2025                                                 | -                                                                         |                                                                           |
| 15-10-2024                                                                | Francistown                                                               | Botswana                                                                  | 1 – 0                                                                     | Capo Verde                                                                | Qual. Coppa d'Africa 2025                                                 | -                                                                         |                                                                           |
| 15-11-2024                                                                | Praia                                                                     | Capo Verde                                                                | 1 – 1                                                                     | Egitto                                                                    | Qual. Coppa d'Africa 2025                                                 | -                                                                         | 72’                                                                       |
| 19-11-2024                                                                | Nouakchott                                                                | Mauritania                                                                | 1 – 0                                                                     | Capo Verde                                                                | Qual. Coppa d'Africa 2025                                                 | -                                                                         | 46’                                                                       |
| 20-3-2025                                                                 | Praia                                                                     | Capo Verde                                                                | 1 – 0                                                                     | Mauritius                                                                 | Qual. Mondiali 2026                                                       | -                                                                         | 71’                                                                       |
| 25-3-2025                                                                 | Luanda                                                                    | Angola                                                                    | 1 – 2                                                                     | Capo Verde                                                                | Qual. Mondiali 2026                                                       | -                                                                         | 22’                                                                       |
| 8-6-2025                                                                  | Kutaisi                                                                   | Georgia                                                                   | 1 – 1                                                                     | Capo Verde                                                                | Amichevole                                                                | -                                                                         | 68’                                                                       |
| Totale                                                                    |                                                                           | Presenze                                                                  | 46                                                                        |                                                                           | Reti                                                                      | 5                                                                         |                                                                           |

## Palmarès

### Club

#### Competizioni nazionali
- Ligue 2: 1

Metz: 2018-2019
- MLS Supporters' Shield: 1

Philadelphia Union: 2020

### Individuale
- Squadra della stagione della CONCACAF Champions League: 1

2021